# Marry the Night
Marry the Night är en låt av Lady Gaga och den femte samt sista singeln från hennes andra album Born This Way.
Låten producerades av Lady Gaga och Fernando Garibay medan de var ute på den pågående turnén The Monster Ball Tour.
Singeln mötte stort intresse vid utgivning men tog sig inte in på någon av de största internationella topplistorna.

## Musikvideo
Musikvideon till låten porträtterar Lady Gaga som en förfallen och mentalt instabil sjukhuspatient. Väl på sjukhuset föreställer hon sig sitt liv och
återupplever det på ett sätt hon inte fick chansen att leva det. Videon innehåller bland annat inspelningar från Gagas repitioner. 

## Utgåvor
Singel
Singeln är utgiven som ordinarie CD-singel, digital download och vinylskiva.
| Nr           | Titel           | Längd |
| ------------ | --------------- | ----- |
| 1.           | Marry the Night | 4:24  |
| Total längd: | Total längd:    | 4:24  |

EP
En EP är även utgiven tillägnad singeln innehållande remixer som digital download.
| Nr           | Titel                                             | Längd    |
| ------------ | ------------------------------------------------- | -------- |
| 1.           | Marry the Night (Zedd Remix)                      | 6:14     |
| 2.           | Marry the Night (Sander van Doorn Remix)          | 5:38     |
| 3.           | Marry the Night (Afrojack Remix)                  | 9:18     |
| 4.           | Marry the Night (John Dahlback Remix)             | 5:19     |
| 5.           | Marry the Night (Sidney Samson Remix)             | 4:44     |
| 6.           | Marry the Night (R3hab Remix)                     | 4:54     |
| 7.           | Marry the Night (Lazy Rich Remix)                 | 5:43     |
| 8.           | Marry the Night (Dimitri Vegas & Like Mike Remix) | 5:58     |
| 9.           | Marry the Night (Quintino Remix)                  | 5:52     |
| 10.          | Marry the Night (Danny Verde Remix)               | 7:45     |
| Total längd: | Total längd:                                      | 01:01:25 |